# Anna Loerper
Anna Loerper, född 18 november 1984 i Kempen, är en tysk före detta handbollsspelare. Hon spelade som allroundspelare mest som mittnia och som vänstersexa.

## Klubbkarriär
Anna Loerper kom till Bayer 04 Leverkusen från VT Kempen 2003. Med Bayer Leverkusen vann hon Challenge Cup 2005 och nådde tyska cupfinalen. Ett år senare blev hon tvåa i tyska mästerskapet med Bayer Leverkusen och vann cupen 2010.
2011 flyttade Loerper till den danska klubben Team Tvis Holstebro. Med Holstebro vann hon EHF-cupen 2013. Nästa säsong hösten 2013 återvände hon till tyska bundesligan och spelade för VfL Oldenburg.
Från säsongen som började 2014 spelade hon för TuS Metzingen. Under sin tid i Metzingen blev hon framröstad till årets handbollsspelare i Tyskland 2015 och 2016. 2015 nådde laget en andraplats i ligan och en plats i finalen i EHF Cupen. I finalen i cupen skadade Loerper sig efter 45 minuter av matchen. Metzingen var också framgångsrikt under säsongen 2015/2016. I slutet nästa säsong i maj 2017 nådde Metzingen finalen i tyska cupen. Chefen för TuS Metzingen, Ferenc Rott informerade Loerper att hennes kontrakt fram till 2019 skulle förkortas till den 30 juni 2018. Han uttryckte öppet och direkt "Vi är övertygade om att hon har passerat sitt zenit".
Loerper flyttade sedan den 30 januari 2018 med omedelbar verkan till SG BBM Bietigheim. Loerper som var 33 år fick ett kontrakt av Bietigheim till den 30 juni 2019. I februari 2019 förlängdes kontraktet till sommaren 2020. Efter ytterligare en förlängning avslutade Loerper sin karriär i slutet av säsongen 2020/21. Den 26 maj 2021 spelade hon sin sista match i bundesligan. Hon blev tysk mästare 2019 med Bietigheim.

## Landslagskarriär
14 oktober 2005 gjorde Anna Loerper debut i Tysklands damlandslag i handboll i en match mot Frankrike. Under de kommande 13 åren spelade hon 246 landskamper, där hon gjorde 428 mål. Hennes främsta merit blev en bronsmedalj vid världsmästerskapet i handboll för damer 2007. Vid EM 2006 blev tyskorna fyra och de upprepade detta vid EM 2008. 2008 spelade Loerper vid OS i Beijing. Under dessa år tillhörde laget världseliten. Hon spelade från 2005 till 2016 i alla mästerskap Tyskland deltog i. Hon var lagkapten och spelade sin sista avskedsmatch med ett bundesligalag mot Polen 2018.

## Meriter i klubblag
- Vinnare av Tyska cupen 2010 med Bayer Leverkusen och 2021 med SG BBM Bietigheim
- Vinnare av Challenge Cup 2005 med Bayer Leverkusen
- Vinnare av EHF-cupen 2013 Team Tvis Holstebro
- Tysk mästare med SG BBM Bietigheim 2019

## Individuella utmärkelser
- Årets handbollsspelare i Tyskland 2015 och 2016